# 首座
首座（しゅそ）とは、禅宗で一定の修行期間中において修行僧を統率する役職。六頭首（ろくちょうしゅ）の第一位。長老（ちょうろう）、長吏、あるいは第一座（だいいちざ）と尊称される。特に臨済宗では役職名であると同時に僧階の一つでもある。
禅宗では修行僧は僧堂と呼ばれる修行堂を中心に修行を進める。制中（せいちゅう）と呼ばれる夏冬の修行期間には外部との連絡を一切絶ち修行に集中するが、この期間中に修行僧を指導する役割を務める者を首座という。
首座は制中に先立って住職から任命され、他の修行僧とは別に一室を与えられて一層の修行精進を求められる。
特に曹洞宗では首座には制中期間内に取り組むべき公案が与えられる。解制（制中期間の終了）後、首座は住職の代理として他の修行僧達を相手に法問答を行い自らの境地を示さなければならない。この儀式を法戦式という。
禅宗ではいずれの宗派でも首座を務めることが住職資格を得るための条件のひとつとなっており、今日では実際の修行とは別に形式的に首座任命、法戦式を行う場合も多い。
首座は原則として一制中に一人であるが、江戸期以前には規模の大きい僧堂では前堂首座（ぜんどうしゅそ）と後堂首座（ごどうしゅそ）の二人制を取る場合もあった。